# Stanisław Moniuszko
Stanisław Moniuszko   (Ubieĺ, 5 de maig de 1819 (Julià) - Varsòvia, 4 de juny de 1872) fou un compositor i director d'orquestra polonès, autor de cançons, òperes i ballets farcits de patriotisme i de temes folklòrics polonesos. La seva música està plena de temes populars patriòtics dels pobles de l'antiga Confederació de Polònia i Lituània (principalment polonesos, lituans i bielorussos). Se'l coneix generalment com "el pare de l'òpera nacional polonesa". Des de la dècada de 1990, Stanisław Moniuszko també està començant a ser reconegut a Bielorússia com una figura important per a la cultura bielorussa.

## Biografia
Nat a una família noble szlachta el 1819 a Ubiel, a l'extrem est de la Polònia dividida, actualment a Belarús, va mostrar des de petit un gran interès per la música. La seva mare, Elżbieta Madziarska, el va iniciar al piano. Després va anar a Varsòvia per estudiar amb August Freyer. El 1837 va començar a estudiar composició a Berlín amb Karl Rungenhagen, qui també el va instruir en la direcció coral. Després de l'estada a Berlín, va obtenir treball com a organista a Vílnius. Durant aquesta època, va establir amistat amb el novel·lista Jozef Ignacy Kraszewski i el dramaturg i satirista Aleksander Fredro, que van estimular l'interès de Moniuszko en la música dramàtica. Al voltant de 1840, va començar a compondre de manera intensiva. Va escriure les primeres òperes i altres obres per a l'escena, així com cantates sacres i profanes. Ensems de compondre, feia de professor a Varsòvia on entre els seus alumnes va tenir Zygmunt Noskowski, que més tard seria un conegut compositor i director d'orquestra.
Al llarg de la seva vida, Moniuszko va viatjar sovint a Sant Petersburg, on la seva música va gaudir d'una bona acollida. A Sant Petersburg, Mikhaïl Glinka i Aleksandr Dargomijski van fer palesa l'admiració pel talent de Moniuszko, que va esdevenir un gran amic de Dargomijski. També va conèixer Mili Balakirev i Modest Mússorgski, i el seu estil va ser apreciat per Hans von Bülow. Va ser mentor de César Cui i de Zdzisław Jachimecki.
Va morir el 4 de juny de 1872 a Varsòvia, i està soterrat al Cementeri Powązki.

## Obres
Hom considera Moniuszko el pare de l'òpera polonesa. Les seves sèries de dotze llibres de cançons són també notables, estant compostes sobre textos de Mickiewicz, Odyniec, i Kraszewski. Compongué la música els ballets Na kwaterunku i Figle szatana i de les òperes:
- Flis
- Halka
- La casa embruixada (Straszny Dwór)
- Verbum nobile
- Hrabina
- Paria
- Rokiaczana